# Яндекс.Элементы
Яндекс.Элементы — бесплатно распространяемое программное обеспечение в виде надстройки для браузеров от компании «Яндекс». Ранее программа носила название Яндекс.Бар.

## История

### Яндекс.Бар (2000—2012)
Панель инструментов от «Яндекса» появилась в 2000 году для браузера Internet Explorer. Первый «Бар» имел поле ввода поисковой системы, кнопки быстрого доступа ко всем сервисам «Яндекса», возможность просматривать информацию о текущем сайте и кнопку «Закладки» для быстрого добавления страницы в «Яндекс.Закладки».
Панель встраивалась во все популярные браузеры — Google Chrome, Mozilla Firefox, Opera и Safari. Пользователь мог при желании добавлять новые кнопки, созданные как «Яндексом», так и сторонними разработчиками, из «Библиотеки кнопок Яндекс.Бара».
Последняя версия — 6.7 — была заменена 27 июня 2012 года на новый инструмент — «Элементы». Первая версия «Элементов „Яндекса“» вышла под номером 7.0, что означает преемственность программы от Яндекс.Бара.

### Элементы «Яндекса» (2012 — 2017)

#### Mozilla Firefox и Internet Explorer

Демонстрация функционала «Элементов „Яндекса“» на браузере «Mozilla Firefox»: страница открыта в режиме, удобном для чтения, показан виджет «Яндекс. Погоды», кнопки социальных сетей, радио, тИЦ, RSS-подписок, Яндекс. Закладок, пробок, конвертера валют и информации о странице

Полный функционал программы версии 7.4 включает в себя:
- «Умную строку» в виде табло, с поисковыми подсказками и возможностью быстрого выбора поисковой системы
- Визуальные закладки в оригинальном дизайне
- Расширение «Яндекс.Музыка», позволяющее прослушивать песни непосредственно в браузере
- Виджет погоды
- Кнопка Яндекс.Пробок
- Уведомление о непрочитанных письмах Яндекс.Почты с помощью push-уведомлений, возможность просмотра списка новых писем.
- Кнопка перевода слов и целых страниц
- Кнопки социальных сетей (Вконтакте, Одноклассники, Я.ру и др.)

В Mozilla Firefox есть кнопка (в левом крае адресной строки в виде очков) для просмотра страницы в удобном для чтения виде.
29.09.2017 - прекратил работу. Больше не поддерживается.

#### Opera
- «Умная строка»
- Расширение для экспресс-панели
- Виджет погоды
- Кнопка Яндекс.Пробок
- Кнопка Яндекс.Почты
- Кнопка Яндекс.Перевода
- Кнопки социальных сетей

#### Яндекс.Браузери Google Chrome
Расширение для браузеров на основе Chromium представляет собой всплывающее окошко-информер слева от адресной строки с автоматически обновляемыми данными о погоде, пробках, письмах и отзывах о странице.
Версия «Элементов „Яндекса“» для Google Chrome также включает кнопку Яндекс.Перевода и панель Визуальных закладок (возможно размещать до 50 закладок).